# Димитър Кирков (офицер)
Вижте пояснителната страница за други личности с името Димитър Кирков.
Димитър Кирков Кирков е български военен деец, генерал-майор, началник на 8-а пехотна тунджанска дивизия по време на Балканската война (1912 – 1913).

## Биография
Димитър Кирков е роден 8 януари 1861 г. в Сопот. През 1879 г. завършва в първия випуск на Военното училище в София и на 10 май 1879 е произведен в чин прапоршчик. През ноември 1879 е приравнен на подпоручик, а на 16 юли 1881 година е произведен в чин поручик. От 24 август същата година е деловодител на Пловдивския военен съд, след което е член на същия съд, след което е командир на сапьорна рота.
Участва в Сръбско-българската война през 1885 и е награден с медал за участие във военните действия.
На 11 септември 1885 е произведен в чин капитан, а на 11 март 1886 е назначен за командир на 2-ра дружина от 10-и пехотен родопски полк в Хасково, където е председател на полковия съд и завежда домакинството на полка. По-късно е назначен за командир на 2-ра дружина от 13-и пехотен рилски полк в Самоков, като е и председател на полковия съд.
На 17 април 1887 е произведен в чин майор и на 1 ноември 1888 година е назначен за началник на полковото военно окръжие в Стара Загора. На 20 ноември 1891 е преместен за началник на 2-ро пловдивско военно окръжие, а в началото на следващата година произведен в чин подполковник (1892). През 1900 година се формира 7-и резервен полк и подполковник Кирков е назначен за негов първи командир. След това последователно командва 22-ри тракийски и 21-ви средногорски полк.
През 1896 е произведен в чин полковник. От 1898 е началник на домакинското отделение във Военното министерство, а от 18 февруари 1900 година е командир на 1-ва бригада от 2-ра пехотна тракийска дивизия. В периода 1903 – 18 януари 1912 г. е командир на 2-ра бригада от 5-а пехотна дунавска дивизия, когато с Височайша заповед № 3 (от 18 януари 1912 г.) е назначен за изпълняващ длъжността началник на 8-а пехотна тунджанска дивизия. На 20 януари 1912 е произведен в чин генерал-майор.
Участва и в Балканската, Междусъюзническата и Първата световна война, като по време на Балканската война при атаката на Одрин за първи път в историята на военното дело въвежда изобретения от него „огнен вал“ при артилерийска подготовка преди щурм.
През Балканската война (1912 – 1913) е началник на 8-а пехотна тунджанска дивизия, а през Първата световна война (1915 – 1918) е началник на Главното интендантство при Военното министерство (1915 – 1916).
Генерал-майор Димитър Кирков умира на 15 юли 1918 г. в София.

## Военни звания
- Прапоршчик (10 май 1879)
- Подпоручик (1 ноември 1879, преименуван)
- Поручик (16 юли 1881)
- Капитан (11 септември 1885, със старшинство от 9 септември 1885)
- Майор (17 април 1887)
- Подполковник (1892)
- Полковник (1896)
- Генерал-майор (20 януари 1912)

## Награди
- Орден „За храброст“ III степен, 2-ри клас
- Орден „Свети Александър“ II степен с мечове по средата, III и IV степен с мечове отгоре
- Орден „За военна заслуга“ III степен с военно отличие на военна лента
- Орден „Стара планина“ I степен с мечове, посмъртно[3]